# Piggott, Arkansas
Piggott là một thành phố thuộc quận Clay, tiểu bang Arkansas, Hoa Kỳ. Năm 2010, dân số của thành phố này là 3849 người.

## Dân số
- Dân số năm 2000: 3894 người.
- Dân số năm 2010: 3849 người.